# Podospora pyriformis
Podospora pyriformis är en svampart som först beskrevs av A. Bayer, och fick sitt nu gällande namn av Cain 1962. Podospora pyriformis ingår i släktet Podospora och familjen Lasiosphaeriaceae.  Arten är reproducerande i Sverige. Inga underarter finns listade i Catalogue of Life.